# ده روز شگفت‌انگیز
ده روز شگفت‌انگیز یا شگفتی ده روز (به انگلیسی: Ten Days' Wonder) رمانی است از الری کویین که برای اوّلین بار در سال ۱۹۴۸ چاپ شد. رمانی معمّایی که وقایعش در درجهٔ اوّل در شهر خیالی رایتزویل در آمریکا رخ می‌دهد.